# Trishanku

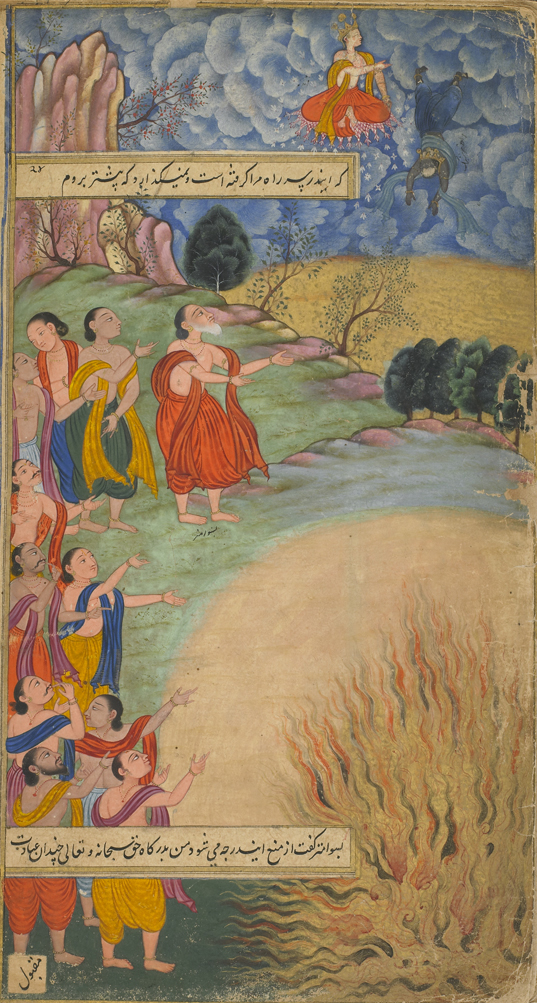
Indra hindert Trishanku an seinem Aufstieg (Buchillustration der Mogulzeit, um 1600)

Trishanku (Sanskrit त्रिशङ्कु, IAST: triśaṅku) ist in der indischen Mythologie ein König von Ayodhya aus der Suryavamsha, der Sonnendynastie, Vater von Harishchandra, der mit Hilfe des Rishis Vishvamitra körperlich in den Himmel aufsteigen wollte.
Der Vater von Trishanku Vater war Trayyaruna (त्रय्यारुण trayyāruṇa). Seine Frau war Satyaratha (सत्यरथा satyarathā), eine Prinzessin aus dem Geschlecht der Kekaya.

## Name
Nach der Vishnu-Purana ist der Name von Trishanku, was so viel wie „dreifacher Sünder“ bedeutet, eigentlich Satyavrata (सत्यव्रत), was eine Person bezeichnet, die sich durch einen Schwur zu unbedingter Wahrhaftigkeit verpflichtet hat.
Den Namen Trishanku soll ihm dem Harivamsa zufolge der Rishi Vasishtha gegeben haben, als Satyavrata sich dreier großer Sünden schuldig gemacht hatte: Als Erstes hatte er gegen Speisevorschriften verstoßen, dann hatte er die Verlobte eines Untertanen zu entführen versucht. Wegen dieser Taten war er von seinem Vater verbannt worden. Den Vater reute es aber bald, den Sohn verstoßen zu haben, und er machte sich auf die Suche. Wegen dieser einem König unangemessenen Weichherzigkeit ließ Indra keinen Regen mehr fallen, und eine 12-jährige Hungersnot herrschte im Land.
In dieser Zeit großen Hungers tötete Satyvrata die Kamadhenu, die göttliche, wunscherfüllende Kuh des Vasishtha und aß von ihrem Fleisch.
Das war seine dritte Sünde.
Ein weiterer überlieferter Name des Trishanku ist Vedas (वेधस् vedhas).

## Aufstieg zum Himmel
Im Bala Kanda, dem 1. Buch des klassischen Epos Ramayana, wird die Legende von Trishanku als Teil der ausgedehnten Auseinandersetzung zwischen Vishvamitra und seinem Rivalen Vasishtha erzählt. Demnach war Trishanku ein frommer und gerechter König, der zahlreiche aufwändige Opfer darbrachte. Daher kam er zu der Auffassung, dass es ihm zustände, körperlich in den Himmel aufzusteigen, und er wandte sich an den Priester des Königsgeschlechts, eben den erwähnten Vasishtha. Der lehnte das Ansinnen aber rundwegs ab und erklärte das Vorhaben für völlig unmöglich. Durch diese Auskunft ließ sich Trishanku jedoch nicht abbringen, sondern begab sich nach Süden, wo die hundert Söhne des Vasishtha ihren Aufenthalt hatten, und erklärte diesen demütig seine Bitte, wobei er sich gleichzeitig über deren Vater beschwerte, dessen Pflicht als Priester des Hauses Ikshvakus es schließlich sei, alle spirituellen Wünsche des Herrschers zu erfüllen, und mögen sie noch so hochgesteckt sein. Aber auch die Söhne lehnten das Ansinnen ab: Wie könne der König denn von den Zweigen des Baumes erwarten, was der Stamm nicht zu leisten vermag oder leisten will?
Der König aber blieb hartnäckig bei seinem Vorhaben, wünschte den Söhnen Vasishthas einen guten Tag und kündigte an, sich anderwärts Hilfe zu suchen. Die Söhne waren darüber äußerst erzürnt, einerseits wegen der ausgedrückten Missachtung und andererseits, da sie die Folgen fürchteten, sollte ein derartiger Frevel – der Aufstieg eines Menschen in seinem sterblichen Leib in die Sphäre der Götter – doch irgendwie ausgeführt werden können. Daher sprachen sie einen Fluch über den König aus, der bewirkte, dass der die Gestalt eines Chandala annehmen musste, jener verachteten Unberührbaren, die auf der Smashana, dem Ort der Leichenverbrennung, mit Asche der Toten besudelt ihre niederen Dienste verrichten. Die Kleider des Königs waren nun dunkelfarbene Fetzen, sein Haar war nun kurz, sein Körper mit Asche beschmiert und statt Goldschmuck trug er nun eiserne Ringe. All seine Minister und Untertanen flohen entsetzt vor dem so verwandelten König.
Dieser aber wandte sich gemäß der Regel, dass der Feind des Feindes wahrscheinlich ein Freund sei, an den großen Weisen Vishvamitra, den Erzrivalen Vasishthas, der durch ungeheuerliche Bußübungen (Tapas), derartige Wirkmächtigkeiten in sich angesammelt hatte, dass schier nichts ihm unmöglich war. Dieser hörte sich die vermessene Bitte des verwunschenen Königs aufgeschlossen an und zeigte sich geneigt, sie zu erfüllen.
Zum einen bot sich hier nämlich die willkommene Gelegenheit, dem Vasishtha gegenüber die eigene Überlegenheit zu beweisen, andererseits hatte der Chandala-König der Familie Vishvamitra in Zeit einer Hungersnot sehr geholfen, er hatte ihnen nämlich Stücke von Wild überlassen – nur Unberührbare übten die Jagd aus – und damit die Angehörigen Vishvamitras sich nicht durch Kontakt mit ihm verunreinigen müssten, hatte er das Fleisch in die Zweige eines Feigenbaumes am Ufer des Ganges gehängt. Analog heißt es im Harivamsa, Satyavrata-Trishanku haben den Söhnen des Vishvamitra vom Fleisch der von ihm getöteten Kuh Kamadhenu zu essen gegeben.
Vishvamitra sandte also Boten in alle Himmelsrichtungen aus und forderte alle Brahmanen auf, mitzuwirken bei dem auszuführenden Ritus. Alle Brahmanen kamen, bis auf die Söhne Vasishthas, die es hohnvoll ablehnten, an einer derart widernatürlichen Aufführung teilzunehmen, an einem Opferritus, ausgeführt von einem Kshatriya zugunsten eines Chandalas. Vishvamitra gehörte nämlich der Herkunft nach zur Kriegerkaste der Kshatriyas, nicht zur Priesterkaste der Brahmanen. Und genau dies war Vishvamitras empfindlicher Punkt, dessen höchstes Bestreben es war, nicht nur Rajarshi („königlicher Rishi“) zu werden, sondern die höchste Stufe des Sehertums zu erreichen und ein Brahmarshi zu werden, also ein Rishi, der das vollkommene Wissen im Brahmajnana erreicht hat.
Nachdem er von seinen Sendboten diese verächtliche Auskunft von den Söhnen Vasishthas gehört hatte, ergriff den großen Asketen Vishvamitra ein angemessener Zorn und blutunterlaufenen Auges verfluchte er die Söhne Vasishthas, dass sie zu Asche verbrennen und 700 Zyklen der Wiedergeburt als missgebildete Leichenfledderer und Hundefleischfresser (muṣṭikas) zu durchleben.
Nachdem Vishvamitra so gezeigt hatte, wie er mit Opposition umzuspringen bereit war, vergaßen die inzwischen versammelten Brahmanen alle eventuell vorhandenen Skrupel, das bedenkliche Ritual auszuführen. Doch alle Bemühungen der opfernden Brahmanen, die unter der Leitung Vishvamitras alle erforderlichen Gesänge angestimmt, Mantras gesprochen und Opfertiere geschlachtet hatten, blieben vergebens. Die Götter weigerten sich zu erscheinen und erneut wurde Vishvamitra von heftigem Zorn ergriffen und sprach: „Nun siehe, Trishanku, was ich vermag! Allein durch meine durch Tapas erworbene Kraft werde ich dich in den Himmel des Indra heben.“ Und Trishanku begann tatsächlich empor in den Himmel zu steigen. Indra aber gebot dem Einhalt und ließ Trishanku kopfüber zurück auf die Erde stürzen.
Da übermannte Vishvamitra der Zorn und er begann, da Indra ihm seinen Himmel verweigerte, im Süden einen neuen Himmel zu schaffen, zunächst ein Gegenstück zum Sternbild der Saptarishi, dann die weiteren Sternbilder und Konstellationen, wobei er ausrief: „Und ich werde entweder einen neuen Indra erschaffen oder eine Welt ohne Indra!“ Die Bewohner des Himmels, alle Himmlischen und alle Heiligen, waren entsetzt durch diese Schaustellung von Macht und Entschlossenheit, und legten dem erzürnten Asketen demütig dar, dass Trishanku in den Himmel nun einmal nicht kommen könne. Dieser erwiderte, er habe es dem König geschworen, ihn in den Himmel zu bringen, so möge er immerhin am Himmel sichtbar bleiben für immer. So geschah es und der zum Himmel strebende König lebt nun für immer nicht im Himmel und nicht mehr auf der Erde, sondern in einem Zwischenreich, dem „Himmel des Trishanku“ (triśaṅku svarga), eine in Indien sprichwörtliche Bezeichnung für einen prekären Zustand, in dem es weder vor noch zurückgeht.